# Panenka Skákavá

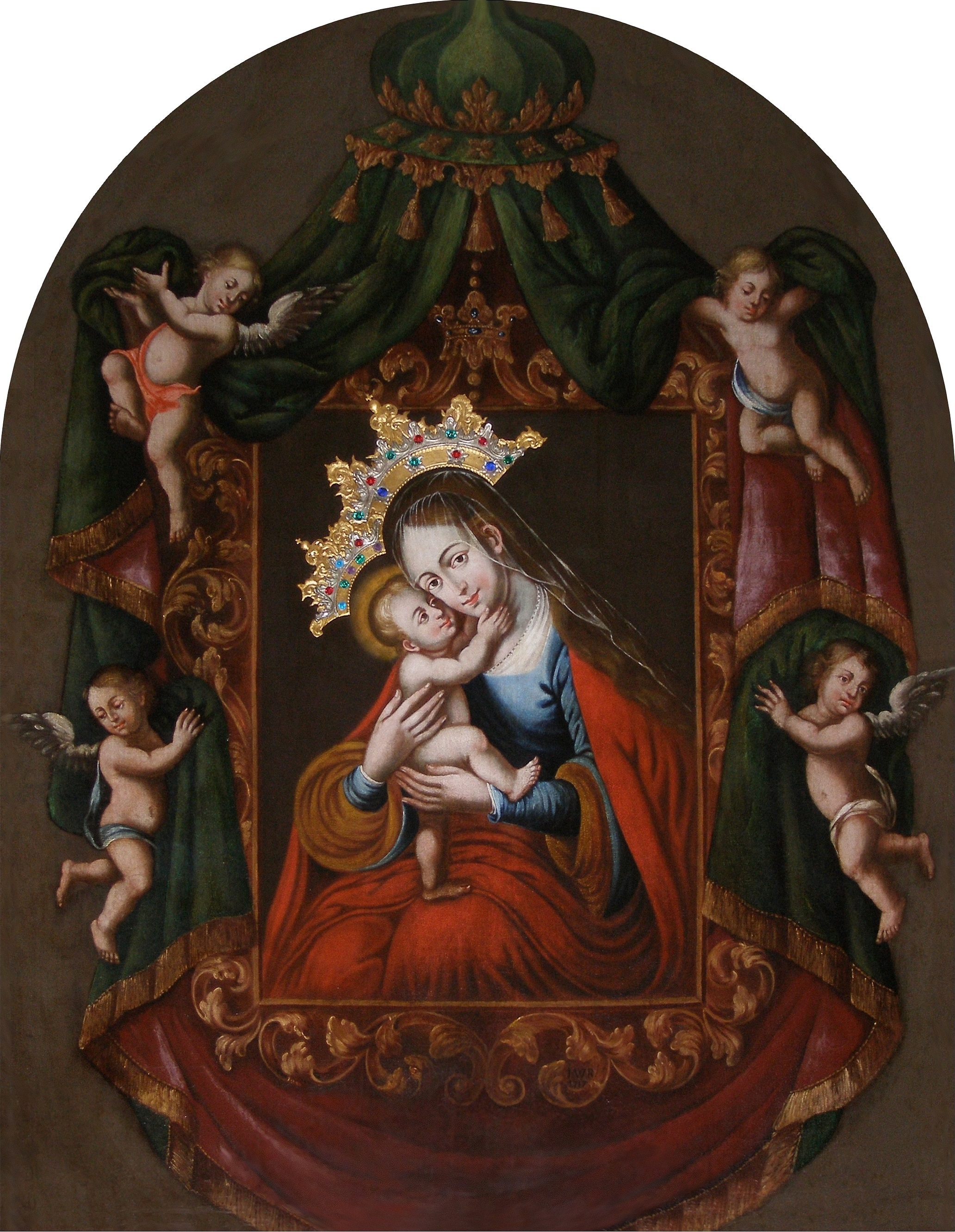
Obraz Panny Marie Pomocnice z kostela ve Skocích.

„Panenko Skákavá“, též matičko Skákavá je zlidovělé rčení vyjadřující údiv. Pochází ze zkomoleného názvu obrazu Panny Marie skokovské.

## Obraz Panny Marie skokovské
V dosud existujícím kostele zaniklých Skoků u Žlutic byl  umístěn  kdysi velmi známý a desítkami tisíc poutníků uctívaný barokní obraz „pasovské“ Panny Marie – tedy obraz Panny Marie Pomocnice ze Skoků. Skokovský obraz namaloval v roce 1717 pro tehdy vybudovanou kapli ve Skocích toužimský malíř Johann Wolfgang Richter. Zobrazuje motiv pasovského oltáře se zázračným obrazem P. Marie Pomocnice (Mariahilf).

## Původ rčení

### Původ od názvu obce

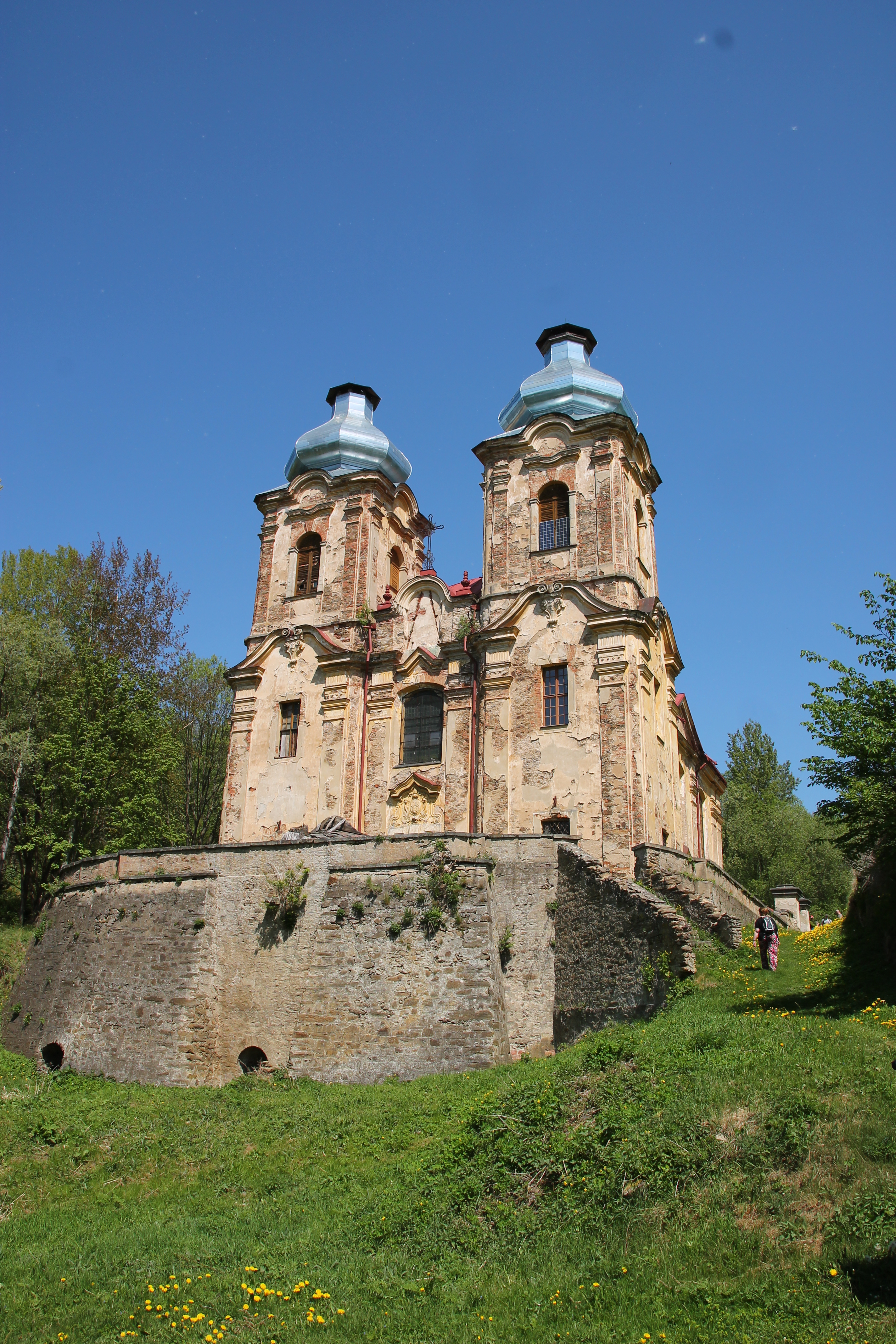
Kostel Navštívení Panny Marie ve Skocích

Fráze může být odvozena od místního označení, názvu zaniklé obce Skoky u Žlutic. Zkrácením vzniklo lidové označení Panenka skokovská či „Panenka ze Skoků“ – zkomolením pak „Panenka Skákavá“.

### Původ od umístění obrazu
Fráze mohla vzniknout také v souvislosti s neobvyklým řešením umístění obrazu na zdejším hlavním oltáři. Obraz zde nebyl umístěn pevně, ale byl zavěšen ve zvláštním závěsu, který umožňoval horizontální pohyb obrazu mezi oltářním rámem a zadní stěnou oltářního prospektu. V průběhu bohoslužby se obraz pohyboval, občas při této manipulaci mohlo docházet k „poskakování“ obrazu.

## Rčení v literatuře a tisku
Rčení vzniklo patrně již ve 2. polovině 18. století, tj. poté, co zde byl uctívaný obraz umístěn. V podobě „matičko skákavá“ se v tisku vyskytuje v roce 1862. V roce 1871 je František Ferdinand Šamberk použil ve své frašce Sedmašedesátníci. Jeho košatější podobu „matičko skákavá a tatíčku kulhavej“ použil Karel Matěj Čapek-Chod v románu Vilém Rozkoč (první vydání 1929). V dnes nejčastější podobě „panenko skákavá“ je najdeme například v Devateru pohádek od Karla Čapka (první vydání 1932).
Užití úsloví Panenko skákavá lze v českém tisku nacházet od 19. století jako ilustraci lidové mluvy.

## Zajímavost
Překladatel Prokop Miroslav Haškovec použil opakovaně relativně nové úsloví „Matičko skákavá“ při překladu francouzského renezančního románu z let 1532–1564 Gargantua a Pantagruel. S cílem přiblížit českému čtenáři vyznění původního textu tak parafrázoval původní francouzskou slovní hříčku. Rabelais totiž užil zvolání par la Mer Dé (ve smyslu u Matky Boží), jehož část při vyslovení zazní jako francouzské expresivní merde.